# Choerodon zamboangae
 Choerodon zamboangae és una espècie de peix de la família dels làbrids i de l'ordre dels perciformes.

## Morfologia
Els mascles poden assolir els 45 cm de longitud total.

## Distribució geogràfica
Es troba des de les Filipines fins a Indonèsia i el nord-oest d'Austràlia.